# Hercinothrips bicinctus
Hercinothrips bicinctus är en insektsart som först beskrevs av Bagnall 1919.  Hercinothrips bicinctus ingår i släktet Hercinothrips och familjen smaltripsar. Inga underarter finns listade i Catalogue of Life.